# Косовски вилајет
Косовски вилајет (тур. Kosova Vilayeti) је била провинција Османског царства, чија територија се само донекле поклапала са територијом садашњег Косова и Метохије. 
Име је добио по Косовској бици која се ту одиграла 1389. и где је живот изгубио и тадашњи султан Мурат.

## Настанак и промене
Године 1864. започета је административна реформа у Османском царству, формирањем већих административно-управних јединица вилајетa по узору на француске департмане. Реформа је текла постепено и тек 1871. формиран је Призренски вилајет. Призренски вилајет састојао се од Призренског, Дебарског и Скопског санџака а 1872. придодат му је Нишки санџак. Призренски вилајет је расформиран 1875. Санџаци Призренски, Скопски и Дебарски су придодати Битољском вилајету а Нишки Дунавском вилајету. Јануара 1877. Османско царство извршило је реорганизацију вилајета у Европи. На стратешком месту, на граници са Кнежевином Србијом и Књажевином Црном Гором (са којим је тада била у ратном стању) и немирним софијским вилајетом Турска је формирала Косовски вилајет са центром у Приштини.
У састав новог вилајета ушли су Призренски, Приштински, Дебарски и Скопски санџак из Битољског вилајета, Нишки санџак из Дунавског вилајета и Новопазарски санџак из Босанског вилајета. На Берлинском конгресу 1878. Османско царство је изгубило Нишки санџак у корист Србије и Бугарске па је вилајет тиме остао умањен за ту област. Следеће 1879. Дебарски и Призренски санџак придодати су Битољском вилајету. Године 1880. из састава Новопазарског санџака издвојен је западни део који је организован као посебан Пљеваљски санџак са казама Пљевља и Пријепоље и мудирлуком Прибој. Године 1881. након угушења Призренске лиге формиран је нови Пећки санџак и придодат је Косовском вилајету. Године 1888. Призренски санџак враћен је Косовском вилајету а центар вилајета је премештен из Приштине у Скопље. Након Првог балканског рата, дошло је до укидања турске власти на простору вилајета и он је подељен између Србије, Црне Горе и Албаније.
Управник вилајета био је османски чиновник са титулом валије и столовао је у Приштини до 1888. а од те године до 1912. у Скопљу. У Призрену и Митровици постојали су руски и аустријски конзулати док је у Приштини био присутан српски конзул. У Митровици је била базирана једна турска дивизија, а у Приштини се налазило седиште управник санџака — мутесарифа (као уосталом у свим подручним санџацима) и муфтије — верског поглавара за Косовски вилајет. Појединим срезовима, односно казама, управљали су кајмаками.
- Косовски вилајет, 1877-1878.
- Статистички извештај о количини оружја прикупљених на Косовски вилајет, објављен у часопису Косово, бр. 1655 (Скопље, 9. фебруар, 1911)

## Злочини
Над српским становништвом су локалне аге, бегове као и други османски представници и поданици (Арбанаси) извршили бројне злочине и зулуме, због чега је део српског становништва био приморан да мигрира.

## Санџаци
Санџаци Косовског вилајета:
- Скопски санџак, обухватао: Скопску, Кумановску , казу Отоманију, Штипску, Кратовску казу, казу Радовиште, Кривопаланачку, Тетовску, Гостиварску, Кочанеа од 1901. и Велес.
- Призренски санџак, обухватао град Призрен.
- Пећки санџак, обухватао градове Пећ, Ђаковица и Гусиње, а накнадно и Беране и Трговиште (Рожаје).
- Приштински санџак, обухватао градове Приштина, Вучитрн, Гњилане и Прешево, а накнадно и Косовска Митровица и  Нови Пазар.
- Новопазарски санџак (тур. Yenipazar), првобитно обухватао градове Нови Пазар, Косовска Митровица, Беране, Трговиште (Рожаје), Пљевља, Пријепоље, Прибој, Сјеница, Нова Варош, Бијело Поље и Доњи Колашин.
  - Посебан Пљеваљски санџак је основан 1880. године и обухватао је казе Пљевља, Пријепоље и мудирлук Прибој.
  - Посебан Сјенички санџак је основан 1902. године и обухватао је казе Сјеница, Нова Варош, Бијело Поље и Доњи Колашин.

## Управитељи (валије)
- до 1893. Ибрахим Едем-паша
- 1894-1899 Хафиз Мехмед-паша
- 1900-1902 Решад Беј-паша
- 1903-1904 Шакир-паша Нуман
- 1905-1907 Мехмед Шефкет-паша
- 1908. Хади-паша
- 1909-1910 Мазар Беј-паша
- 1911. Халил Беј-паша
- 1912. Галиб-паша